# Midnight Lover
『Midnight Lover』（ミッドナイト・ラヴァー）は、THE SQUARE2作目のアルバム。
1978年12月21日にリリース。

## 解説
スクェア2作目のアルバム。
前作『Lucky Summer Lady』から僅か3ヶ月後の発売。前作、今作共に全6曲入。
初回発売分のみダイレクトカッティング製法ということが当時話題になった。前作と同じメンバーで録音。片面15分、両面30分と収録時間の短いアルバム。CDはダイレクトカッティングではないが、片面一発録りの統一感は高い。
鷺巣詩郎は『Lucky Summer Lady』と対を成す本作ではプロフィールは省略、クレジットに（特別参加）と表記（『Lucky Summer Lady』の表記では8人の演奏メンバーの1人として併記、プロフィールでサポートキーボーディスト・アレンジャーとしての関係が紹介されている）。
後にスクェアのメンバーとなる和泉宏隆は本作を発売時に聴いており、良いアルバムだと思ったことを1987年開催のTRUTHツアー・パンフレットで語っている。

## 収録曲
1. LICKIN' IT - 安藤正容作曲
2. WRAPPED AROUND YOUR SOUL - 安藤正容作曲
3. SHOW DANCE - 安藤正容作曲
4. TAKE THE LONG ROAD - 宮城純子作曲
5. MIDNIGHT LOVER - 安藤正容作曲
6. THIS SONG - 安藤正容作曲

## 演奏
- 安藤正容：Guitar
- 御厨裕二
  - Guitar
  - Acoustic Guitar (#5)
- 伊東たけし：Alto Saxophone
- 宮城純子：Fender Rhodes, Electric Piano, Korg MS-20, Synthesizer, Acoustic Piano
- 中村裕二：Bass
- 河合誠一マイケル：Drums, Synthesizer Drums
- 仙波清彦
  - Percussion
  - Synthesizer (#1)
- 鷺巣詩郎：Arp String Ensemble